# أندريه بريتش
أندريه فرناند بريتش (بالفرنسية: André Brahic) (30 نوفمبر 1942 - 15 مايو 2016) فلكي فرنسي يرجع له الفضل في اكتشاف حلقات نبتون عام 1984.

## السيرة الشخصية

### النشأة والتعليم
ولد بريتش في عام 1942 في قرية بيتي-بريتشك، جنوب فرنسا لعائلة تعمل في مناجم باني لاستخراج الفحم، توفيت أغلب عائلته بعد معاناه مع مرض السحار السيليسي الأمر الذي أجبر والده على ترك العمل في المناجم وبدء العمل في سكك الحديد.
دخل بريتش مجال الفيزياء الفلكية على يد أستاذه ايفري شاتزمان أحد رواد الفيزياء الفلكية في عصره. في ثمانينيات القرن الماضي، عمل كمتخصص في برنامج فوياجر التابع لوكالة ناسا لاستكشاف المجموعة الشمسية وفي صناعة المركبة الفضائية كاسيني-هويجنز. كما عمل عضوًا في هيئة الطاقة البديلة الفرنسية، هيئة الطاقة الذرية وأستاذًا في جامعة باريس. كان أيضا ضمن فريق التصوير الخاص بالمركبة الفضائية كاسيني-هويجنز.
كتب أندري العديد من الكتب العلمية يشرح فيها الفيزياء الفلكية للمتخصصين والعامة، نشر كتابه الأخير بعنوان «عوالم في أماكن آخرى؛ هل نحن وحدنا» في عام 2015.

### الوفاة
توفي بريش بعد صراع مع مرض السرطان، في باريس في 15 مايو 2016، عن عمر 73 عام.

## اكتشاف حلقات نبتون

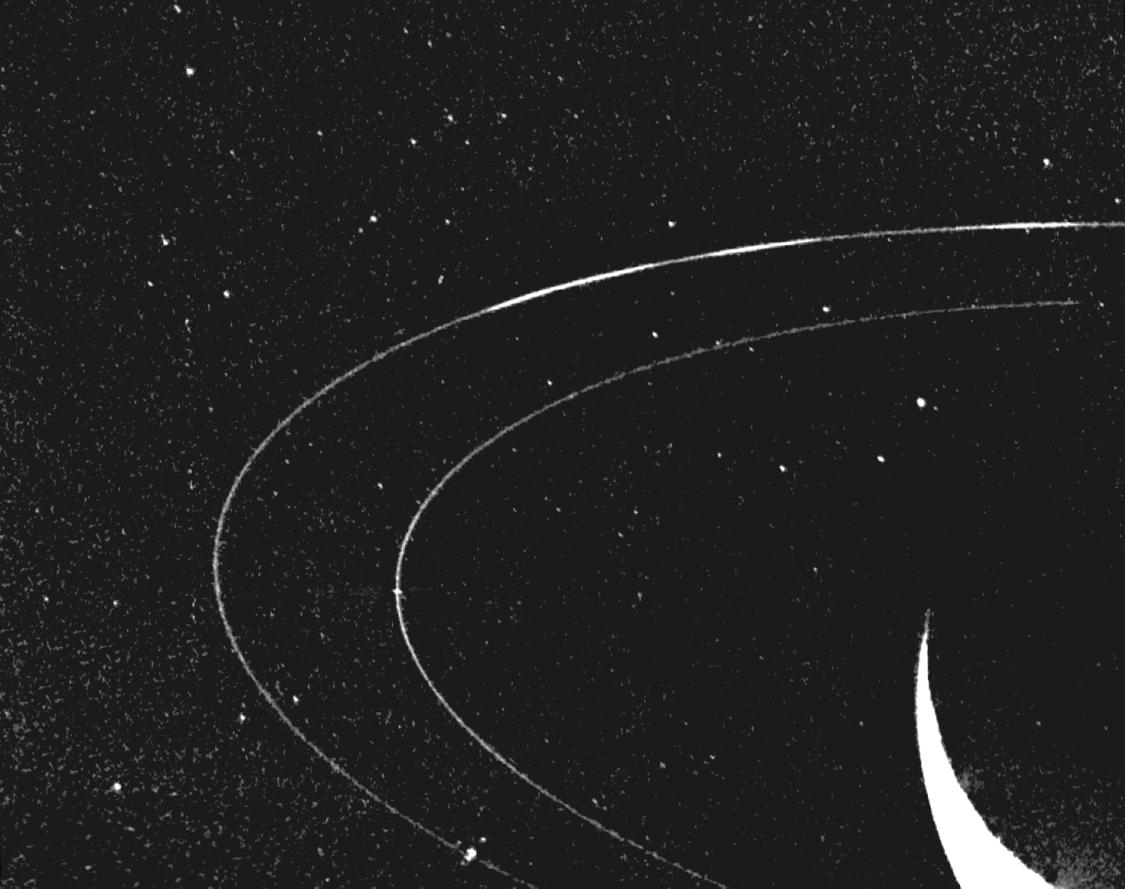
أقواس حلقة آدامز (من اليمين إلى اليسار: حرية، مساواة وأخوة)، بالإضافة إلى حلقة لو فيرير في الداخلية

تتكون حلقات نبتون من خمس حلقات رئيسية اكتشفت لأول مرة («كأقواس») في عام 1984 في تشيلي من قبل باتريس بوشت وراينهولد هافنر وجان مانفرويد في مرصد لا سيلا من خلال برنامج مراقبة اقترحه بريتش، وبرونو سيكاردي من مرصد باريس، وفي مرصد كرو تولولو بواسطة إف. فيلاس وإل.-آر. إليسر لبرنامج بقيادة ويليام هوبارد.
في نهاية المطاف إلتقطت صور حلقات نبتون في عام 1989 من قبل المركبة الفضائية فوياجر 2
يرجع الفضل لبريش وفريقه في تسمية الأقواس بأساميها الحالية «حلقات آدامز- حرية، مساواة، أخوة» على اسم الشعار الوطني لفرنسا.

## الجوائز والتكريمات
- في عام 1990، تم تسمية كويكب 3488 بريش على اسمه تكريما له على مجمل أعماله وتخليدا لذكراه.[9]
- في عام 2001، حصل على وسام كارل ساغان.

## وصلات خارجية
- قائمة بكتب أندرية بريتش.
- محاضرة أندريه بريتش في جامعة فرنسا.
- مؤتمر حول أصول الكون- أندريه بريتش.